# 菲利波夫斯科耶农村居民点
菲利波夫斯科耶农村居民点（俄语：Филипповское сельское поселение）是俄罗斯联邦弗拉基米尔州基尔扎奇区所属的一个农村居民点。其下辖有26个居民点，行政中心为菲利波夫斯科耶。据2016年统计，该农村居民点的人口为2794人。